# Liulin (socken i Kina, Sichuan, lat 30,65, long 103,85)
Liulin (kinesiska: 柳林乡, 柳林) är en socken i Kina. Den ligger i provinsen Sichuan, i den sydvästra delen av landet, omkring 20 kilometer väster om provinshuvudstaden Chengdu.
Genomsnittlig årsnederbörd är 1 318 millimeter. Den regnigaste månaden är juli, med i genomsnitt 377 mm nederbörd, och den torraste är december, med 11 mm nederbörd.